# راهنمای حقایق

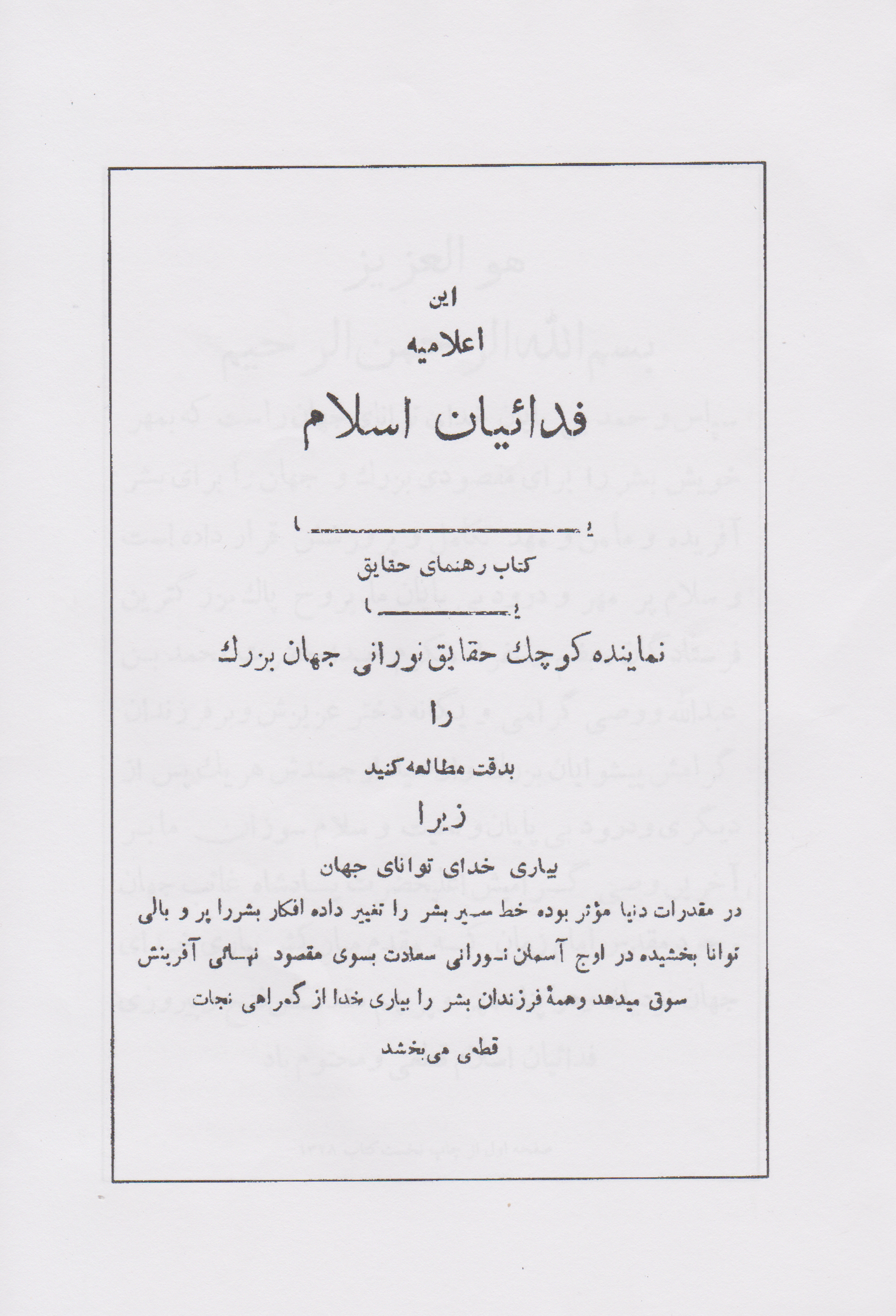
صفحه‌ای از کتاب راهنمای حقایق نوشته سیدمجتبی نواب صفوی که در سال ۱۳۵۷ تجدید چاپ شده بود

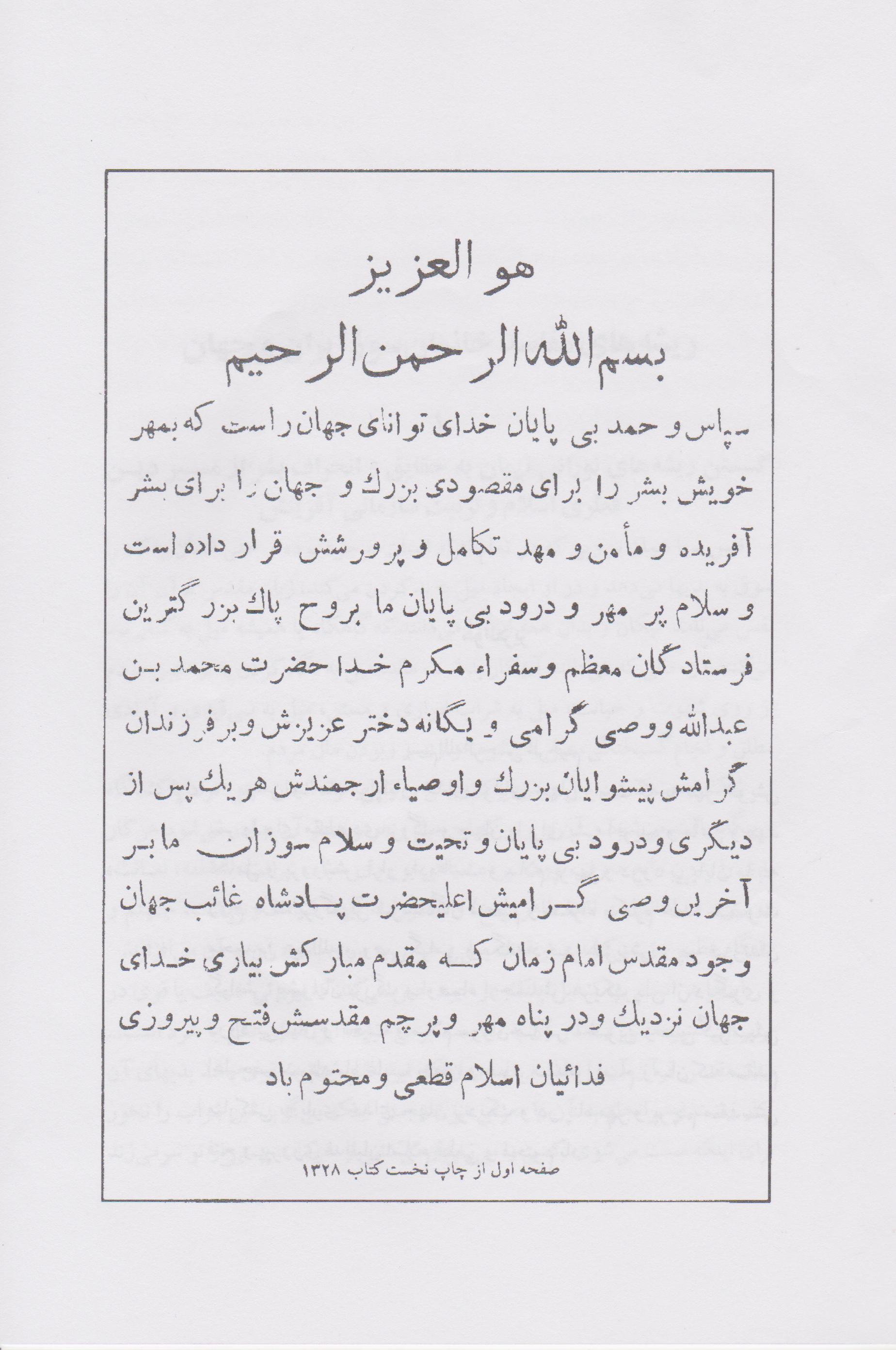
صفحه‌ای از کتاب راهنمای حقایق نوشته سیدمجتبی نواب صفوی که در سال ۱۳۵۷ تجدید چاپ شده بود

راهنمای حقایق کتابی ایدئولوژیکی بود که توسط سید مجتبی نواب صفوی نوشته شد. این کتاب در اوایل آذر ۱۳۲۹ چاپ شد و در ۱۳۳۲ تجدید چاپ شد. بعد از غیرقانونی شدن گروه فدائیان اسلام و دستگیری افراد گروه در سال ۱۳۳۴، تمامی نسخه‌های کتاب جمع‌آوری شد. این کتاب در دی ۱۳۵۷، به صورت زیرزمینی و با اسم مستعار «نشر نذیر»، توسط سیدهادی خسروشاهی، تجدید چاپ شد و در سراسر کشور توزیع شد.
این کتاب ۹۲ صفحه داشت. تحلیل‌گران، این کتاب را مانیفست فدائیان اسلام برمی‌شمارند. این کتاب بر روی افکار انقلابی سیدعلی خامنه‌ای و علی‌اکبر هاشمی رفسنجانی تأثیر گذاشته است.
بیانیه ایدئولوژیک اصلی فدائیان، «رهنمای حقایق» در سال ۱۳۲۹ در تهران منتشر و پس از انقلاب ۱۳۵۷ دوباره منتشر شد. این سند نود و دو صفحه‌ای که به سبکی ساده نوشته شده است، به وضوح دیدگاه فدائیان از یک دولت و جامعه اسلامی را به تصویر می‌کشد. این کتاب شرح مفصلی از اعمال غیراسلامی در ایران ارائه می‌دهد و خواستار یک دولت اسلامی است که در آن اعمال شریعت حاکم باشد. این کتاب به‌طور قطعی به یک جامعه آرمانی مذهبی می‌نگرد که در آن همه بیماری‌ها و بدی‌ها از طریق نیروی مذهب ریشه‌کن شده‌اند.

## چگونگی نگارش و چاپ کتاب
برادرزن نواب‌صفوی در این باره می‌گوید:
من یک دفعه به آقای نواب پیشنهاد کردم که مردم خیال می‌کنند شما تروریست هستید و این ریشه‌های فاسدی را که شما برمی‌دارید این‌ها به حساب دیگری می‌آورند و گمان شان این است که شما فقط برنامه‌تان این است که اشخاص را از بین ببرید. شما بایست در کنار این کارها، هدف تان را ارائه بدهید که مردم بدانند در کنار این کارها، شما چه می‌خواهید و مرحوم نواب به فکر افتادند.
نواب صفوی برای نگارش کتاب حکومت اسلامی با دوستان و یاران خود در وزارت خانه‌ها و مراکز مهم کشوری تماس می‌گیرد و اطلاعات تخصصی نهاد مربوط را از آنان به دست می‌آورد. سپس با دانسته‌های اسلامی خود، نظریهٔ حکومت اسلامی را از دیدگاه فداییان اسلام می‌نگارد. این کتاب که با نام «اعلامیهٔ فداییان اسلام» یا «راهنمای حقایق» منتشر شد، اندیشهٔ رهبری فداییان اسلام را در برپایی حکومت ناب اسلامی بازتاب می‌داد. محدودیت مالی فداییان اسلام، کار چاپ کتاب را یک سال به تأخیر انداخت. از این رو، مجبور شدند برای چاپ ۱۰ هزار نسخه از کتاب، سهام آن را بین اشخاص تقسیم کنند.

## در دوران مصدق
پس از ملی شدن صنعت نفت و نخست‌وزیری محمّد مصدّق، به تدریج روابط میان فدائیان اسلام و سید ابوالقاسم کاشانی به سردی گرایید، زیرا فدائیان انتظار داشتند که از آن پس اقدامات عملی برای تحقق حکومت اسلامی صورت گیرد. نواب صفوی در این مقطع با چاپ و انتشار جزوه‌ای تحت عنوان «راهنمای حقایق» اهداف، اصول و شیوه‌های سیاسی و برنامه حکومت اسلامی موردنظر خود را که در حقیقت منشور فدائیان اسلام بود عرضه کرد. در این کتاب به مواردی همچون جداسازی کامل زن و مرد در محل کار، اجرای کامل حدود اسلامی و محدود سازی کتاب و موسیقی و سینما مگر با هدف ترویح اسلام تأکید شده است. اما آیت الله کاشانی مهم‌ترین هدف را در آن مقطع حفظ دستاوردهای ناشی از ملی شدن صنعت نفت و کوتاه کردن دست استعمار انگلیس می‌دانست.